# 空前メテオ
空前メテオ（くうまえメテオ）は、吉本興業（大阪本社）所属のお笑いコンビ。2019年結成。NSC大阪校42期生。よしもと漫才劇場を中心に活動中。

## メンバー
茶屋（ちゃや、1998年11月19日 - ）（26歳）
ボケ・ネタ作り担当。
秋田県出身、京都府育ち。関西外国語大学中退。身長174 cm、体重53 kg。血液型はA型。
「茶屋」という芸名は、当時住んでいた大阪府大阪市西成区天下茶屋に由来する。
本名は、まつばら みずき（漢字表記非公表）。
趣味は映画鑑賞、ゲーム。一番好きな映画は「宮本から君へ」。

大門 正尚（おおかど まさなお、1999年1月27日 - ）（26歳）
ツッコミ担当。
滋賀県栗東市出身、関西外国語大学中退。身長169 cm、体重71 kg。血液型はO型。
趣味は小説、漫画、大乱闘スマッシュブラザーズ、ボクシング、煙草、ポールダンス。
「オオカンドー!」というギャグがある。最近は「スバラ!」というギャグにハマっている。

## 来歴
関西外国語大学時代に同学部の同級生として出会う。大学2年時、大学に行かなくなり2人揃って大門の家に引きこもる生活を送っていた中、茶屋が大門を誘う形で芸人になろうと決意する。共に大学を中退し、養成所への入学金を貯めながら2人の居住地の中間地点である丹波橋で落ち合いネタ合わせなどをするようになる。
やがてNSC大阪校に42期生として入学。コンビ名は、共通して好きなゲーム『大乱闘スマッシュブラザーズ』での技の俗称（前空中攻撃によるメテオスマッシュ〈相手を下方向にふっとばす攻撃〉の意味）に由来。「くうぜんメテオ」と読み間違えられることが多いが、スマブラへ先に触れていたため2人にとっては「くうまえ」の読み方が普通であったという。他のコンビ名の候補として「サンジ」「トランクス」などがあった。
2022年5月からよしもと漫才劇場の所属メンバーとなる。
2023年、芸歴5年未満が対象の賞レース「UNDER 5 AWARD」で準決勝まで進出した。
2024年、ytv漫才新人賞の2023-24の決定戦で優勝を果たす。4年目での優勝は大会史上最短芸歴。

## 芸風
主に漫才。茶屋が持論や架空のエピソードを展開し、大門が客と同じ目線からツッコミやリアクションを入れるネタが多い。

## エピソード

### コンビ
- 2人とも喫煙者。
- 入学前から共通の知人を介して互いに存在は認識しており、大学の校庭で外国人たちとバスケをしていた大門に茶屋が声を掛けたのが最初の会話である。初対面の際、大門はバスケでアンクルブレイクをして黒人を転ばせていた。
- M-1グランプリ2022の3回戦にて茶屋が台詞を飛ばしてしまい、ネタを途中で打ち切って終了した。茶屋は飛んだ理由として、ネタ中に大門の口元に付いていた唾の色が非常に青かったことが原因だと話しており、これが自主制作ラジオ「空前メテオの唾は青」のタイトルの由来となっている。
- HSPでつい考え過ぎてしまう大門に対し、茶屋は末っ子気質で人の気持ちを考えることが苦手である。例えばポケモンの新作が2つのバージョンで発売された時は、まず茶屋が買いたい方のバージョンを買って、茶屋が買わなかった方のバージョンを友人が購入している。
- 劇場の催し物で披露するダンスを同期で集まって練習した際、ダンスの覚えが悪かったこんちゃん（オニイチャン）を詰めて泣かせてしまったことがあり、「こんちゃん泣かし」と呼ばれることもある。
- NSC時代はコンビで同居していたが、同居によって仲が悪化してしまったため別々で住むようになった。なお、同居を止めてからコンビ仲は回復し、仲の良いコンビと呼ばれることも多い。

### 茶屋
- 「こんちゃやにちは」という挨拶がある。
- 峯田和伸（銀杏BOYZ）のファン。
- やや中性的な見た目が特徴。髪を切る時は、美容師に女性の写真を見せている[要出典]。

### 大門
- M気質であり、ちんぐり返しをよく嗜んでいることから「女王様の嗜好品」という異名を持つ。だが大門の実母は、息子が性についてメディアで話すことを極端に嫌っている[要出典]。
- 大学時代にハロウィンのコスプレで小悪魔のコスプレをしていた。2024年のハロウィンでは「オヤ・マー博士」のコスプレに身を包み難波を徘徊した[要出典]。

## 受賞歴・賞レース成績

### M-1グランプリ
| 年度             | 結果      | エントリー No. | 会場                           | 日程     | 備考                                          |
| ---------------- | --------- | -------------- | ------------------------------ | -------- | --------------------------------------------- |
| 2019年（第15回） | 3回戦進出 | 567            | よしもと漫才劇場               | 10月30日 | NSC生時代に出場し、ナイスアマチュア賞を受賞。 |
| 2020年（第16回） | 2回戦進出 | 2079           | よしもと祇園花月               | 10月28日 |                                               |
| 2021年（第17回） | 3回戦進出 | 722            | よしもと祇園花月               | 10月27日 |                                               |
| 2022年（第18回） | 3回戦進出 | 1293           | よしもと祇園花月               | 10月26日 |                                               |
| 2023年（第19回） | 3回戦進出 | 1408           | よしもと漫才劇場               | 10月31日 |                                               |
| 2024年（第20回） | 3回戦進出 | 3752           | COOL JAPAN PARK OSAKA TTホール | 10月29日 |                                               |

### その他
- 2023年 UNDER5 AWARD 準決勝進出
- 2024年 ytv漫才新人賞 優勝
- 2024年 UNDER5 AWARD 準決勝進出[10]
- 2024年 UNC 優勝（大門含むチームE） 準優勝（茶屋含むチームD）

## 出囃子
- 中村一義『犬と猫』

## 出演

### テレビ
- 空前メテオのキャット!（読売テレビ、2025年2月28日）- 冠特番[11]

### ラジオ
- 空前メテオの唾と青（MBSラジオ）- 冠特番
  - 第1弾（2024年6月23日）[12]
  - 第2弾（2024年10月9日）[13]
  - 第3弾（2024年12月27日）[14]
- 空前メテオのMBSヤングタウンNEXT Podcast（MBSラジオ、2025年5月7日 - ）[15]

## 単独ライブ
- 2024年
  - 2月12日：「何」（よしもと漫才劇場）※初単独ライブ
- 2025年
  - 3月15日：「METEOR」（よしもと漫才劇場）